# Сплюшка канадська
Сплюшка канадська (Psiloscops flammeolus) — вид хижих птахів родини совових (Strigidae). Поширений в Північній Америці.

## Поширення
Його ареал простягається вздовж західного схилу американського континенту від Південної Канади (Британська Колумбія), через захід Сполучених Штатів до Мексики (Пуебла та Оахака), Гватемали та Сальвадору. Типовим місцем проживання є хвойні ліси, особливо з Pinus ponderosa.

## Опис
Це невелика сова, завдовжки 16—17 см, вагою 44—100 г. Розрізняють жовто-буру, рудувату і сіру морфи, а також перехідні форми. На півночі більш поширена сіра морфа. Сіро-коричнева верхня сторона позначена дрібними чорнуватими плямами та лініями стрижня. Великі іржаво-коричневі ділянки плечового пера утворюють виразну плечову смугу. Крила смуги світлі і темні, як і хвіст. Нижня сторона сіро-коричнева зі світлішими та темнішими плямами, а також іржаво-коричневими крапками та чорнуватими смужками. Брови над великими темно-карими очима білуваті, вуха з пір'ям короткі. Маленький дзьоб сірувато-коричневий. Ноги оперені до основи пальців, кігті чорно-бурі.